# Ziegra-Knobelsdorf
Ziegra-Knobelsdorf là một đô thị trong huyện Mittelsachsen, in bang tự do Sachsen, nước Đức. Đô thị Ziegra-Knobelsdorf có diện tích 30,89 km², dân số thời điểm ngày 31 tháng 12 năm 2005 là 2323 người.